# Knockout Kings
Knockout Kings war eine Reihe von Box-Videospielen, die von EA Sports zwischen 1998 und 2003 jährlich für verschiedene Plattformen produziert wurden.
Vor der Veröffentlichung des ersten Knockout Kings brachte Electronic Arts 1995 sein erstes 3D-Boxspiel, Foes of Ali, für 3DO Interactive Multiplayer heraus. Obwohl es einige Ähnlichkeiten zwischen beiden Spielen gibt, wurde Foes of Ali von einem anderen Team, Gray Matter, entwickelt und wird daher nicht als Vorläufer gezählt.
| Titel               | Jahr | Plattform(en)                            |
| ------------------- | ---- | ---------------------------------------- |
| Knockout Kings 99   | 1998 | PlayStation                              |
| Knockout Kings 2000 | 1999 | PlayStation, Nintendo 64, Game Boy Color |
| Knockout Kings 2001 | 2000 | PlayStation, PlayStation 2               |
| Knockout Kings 2002 | 2001 | PlayStation 2, Xbox                      |
| Knockout Kings 2003 | 2002 | GameCube                                 |

## Spielprinzip
Die Dauer einer Runde kann entweder auf 90 Sekunden oder 3 Minuten eingestellt werden. Im "Slugfest"-Modus des Spiels können sich die Kämpfer zu jedem beliebigen Zeitpunkt des Kampfes gegenseitig k.o. schlagen oder 6 oder 7 K.o.s erleiden und trotzdem den ganzen Kampf überstehen. Es gibt mehrere Unterschiede zwischen Knockout Kings, Knockout Kings 2000 und Knockout Kings 2001, vor allem in Bezug auf die Grafik.
In Knockout Kings sind die Boxer-Sprites zwar unverwechselbar, aber nicht repräsentativ für das Gesicht ihrer realen Gegenstücke. Meisterschaftskämpfe können nur bis zu 10 Runden dauern und nicht 12 wie im echten Leben oder 15 wie in der Vergangenheit. Zwischen den Runden ist nur ein Ringkartenmädchen zu sehen. Im Karrieremodus kämpfen sich die vom Benutzer erstellten Kämpfer die ganze Karriereleiter hinauf, besiegen die Top-Anwärter und besiegen schließlich den Champion. Nach dem Sieg über den Titelverteidiger verteidigt der neue Champion den Titel bis zu seiner Pensionierung mehrmals. Ein erstellter Boxer kann im Karrieremodus und im Slugfest-Modus kämpfen, aber nicht im Ausstellungsmodus. Obwohl es im Karrieremodus einen Trainingsmodus gibt, ist dieser sehr einfach gehalten. Zwei Aspekte von Knockout Kings, die in den Fortsetzungen fehlen, sind jedoch, dass der Schiedsrichter einen obligatorischen Achter-Zählvorgang durchführt, wenn ein Kämpfer zu Boden geht, während er in den Fortsetzungen den Zählvorgang sofort stoppt, wenn ein Kämpfer nach einem Niederschlag wieder aufsteht, und dass im Karrieremodus das Ergebnis eines Kampfes anschließend auf dem Bildschirm als Schlagzeile in der Zeitung angezeigt wird.
In der Spielserie Knockout Kings können die Spieler gegen zahlreiche echte Kämpfer antreten, darunter Muhammad Ali, Eric Esch, Marvin Hagler, Sugar Ray Leonard, Oscar De La Hoya, Larry Holmes, Jake LaMotta, Roberto Durán, Alexis Argüello und Ray Mancini. Gefälschte Amateur-Boxlegenden wie Daryl ‘Hotcakes’ McGee, The Great Smokey Maggard, Boto Bondingo, und Flute Top Terry können ebenfalls durch das Erreichen bestimmter Erfolge freigeschaltet werden.

## Spiele

### Knockout Kings 2000
In Knockout Kings 2000 für die PS entsprechen die Boxer-Sprites zum ersten Mal den Gesichtern ihrer realen Gegenstücke. Meisterschaftskämpfe können bis zu 15 Runden dauern. Die Lautstärke von Sound und Musik kann im Optionsmodus eingestellt werden. Zwischen den Runden kann der Benutzer entweder ein Ringkarten-Mädchen, eine Wiederholung eines Teils der vorherigen Runde oder den Boxer, den der Benutzer repräsentiert, in seiner Ecke sitzen sehen, zusammen mit den bisherigen Statistiken des Kampfes. Verletzungen im Gesicht des Boxers können ebenso erkannt werden wie ein herausfliegendes Mundstück, wenn er von einem harten Schlag getroffen wird. Ein im Karrieremodus erstellter Boxer kann nun in allen Modi kämpfen. Der Trainingsmodus im Karrieremodus ist spezifischer. Der Spieler kann nun seinen Boxer während des Trainings steuern und in der PS-Version auch den Ort der Sporthalle auswählen. In der PS-Version kann man auch sehen, wie der Boxer in den Ring steigt, kurz bevor der Kampf stattfindet. Außerdem gibt es einen neuen Modus, in dem der Spieler die Statistiken und Biografien aller realen Boxer im Spiel sehen kann, und einen weiteren Modus, in dem der Spieler berühmte klassische Kämpfe nacherleben kann. Die Benutzeroberfläche und das Intro-Thema der PS-Version unterscheiden sich von der N64-Version und es gibt auch mehr Boxer, während die Grafik in beiden Versionen ähnlich ist.

### Knockout Kings 2001
Knockout Kings 2001 enthält viele bekannte Boxer wie Muhammad Ali, Joe Frazier, Rocky Marciano, Michael Grant, Lennox Lewis, Joe Louis und Jack Dempsey. Außerdem sind Arenen wie Caesars Palace, Madison Square Garden, Wembley Arena und das römische Kolosseum zu sehen.
Knockout Kings 2001 gilt weitgehend als das beste Boxspiel für die originale PlayStation. In Japan bewertete Famitsū die PS2-Version mit 30 von 40 möglichen Punkten.
Knockout Kings 2001 enthält die gleichen Verbesserungen wie Knockout Kings 2000 und fügt noch mehr hinzu. Während die Kämpfer in KO Kings und KO Kings 2000 entweder im "Boxer"- oder "Slugger"-Stil kämpfen, sind die Stile der Kämpfer in KO Kings 2001 entweder "Boxer", "Slugger", "Freestyle" oder "Crab", und diese Stilunterschiede sind während der Kämpfe sehr spürbar. Der Kommentar in KO Kings 2001 ist auch viel lauter als in den Vorgängern. Im Karrieremodus spricht gelegentlich ein Boxtrainer und gibt dem Spieler zwischen den Runden Ratschläge, während der Kampf fortschreitet. Im Karrieremodus wird ein Kämpfer in den Ruhestand versetzt, nachdem er den Titel gewonnen und mehrere Male verteidigt hat. KO Kings 2001 ist auch das erste Spiel der Serie, das CPU-gegen-CPU-Kämpfe und "Fantasie-Match-ups" zwischen berühmten Boxern aus verschiedenen Epochen einführt, und das erste, das Frauenboxen einführt, das im Exhibition-Modus zugänglich ist. Die PS- und PS2-Versionen von Knockout Kings 2001 sind praktisch identisch.

### Knockout Kings 2002
Knockout Kings 2002 ändert viele Konzepte seiner Vorgänger, z. B. müssen die Spieler eine Reihe von Kämpfen absolvieren, um neuen Kämpfer freizuschalten.

### Knockout Kings 2003
Das letzte Spiel von Knockout Kings ist Knockout Kings 2003, entwickelt von GameFlow Entertainment und EA Redwood Studios. Es wurde 2002 exklusiv für den GameCube veröffentlicht.
Nach Knockout Kings 2003 wurde der Name der Serie durch Fight Night ersetzt.